# Château de Fargues (Le Pontet)
Pour les articles homonymes, voir Château de Fargues.
 (février 2014).
Si vous disposez d'ouvrages ou d'articles de référence ou si vous connaissez des sites web de qualité traitant du thème abordé ici, merci de compléter l'article en donnant les références utiles à sa vérifiabilité et en les liant à la section « Notes et références ».
Le château de Fargues est situé au Pontet en région Provence-Alpes-Côte d'Azur.

## Histoire
L’histoire du château de Fargues et de ses terres remonte au début du XIVe siècle avec l’arrivée, en 1309, du premier pape d’Avignon : Clément V (de son vrai nom Bertrand de Got, 1264-1314). Pratiquant le népotisme, Clément V fut suivi par une grande partie de sa famille dans le Comtat Venaissin et notamment par son neveu Raymond Guilhem de Fargis (fils de Béranger Guilhem III de Clermont-Lodève et de Mathilde (ou Marquise) de Got, sœur du pape).
Sur place, la famille de Raymond Guilhem de Fargis profita énormément des cadeaux de Clément V. On peut citer le cas de Raymond Guilhem de Budos – aîné de la famille Guilhem de Clermont-Lodève, seigneur de Clermont, Lodève et Budos – qui se verra octroyer en plus les seigneuries de Beaumes-de-Venise, Bédoin, Caromb, Entraigues, Loriol et Mormoiron.
Raymond Guilhem de Fargis, quant à lui, fut nommé cardinal de Sainte-Marie-la-Neuve en décembre 1310 et obtint des terres qui prirent son nom (géré comme un franc-alleu noble avec le privilège de dériver les eaux de la Sorgue, les récoltes du blé, du vin et des fruits y sont excellentes). En outre, il participa aux conclaves portant sur l’élection de Jean XXII, Benoît XII et Clément VI.
À sa mort, en 1346, le Saint-Siège s’appropria sûrement le domaine en arguant de son droit de dépouille. Néanmoins, aucune source ne peut convenir sur le fait que Raymond Guilhem de Fargis soit le bâtisseur du château de Fargues. En effet, il est étonnant que celui-ci soit mort dans la livrée de Florence, à Avignon, et non sur ses terres. De plus, lors de la visite des livrées cardinalices en 1343 par Clément VI, celle de Fargues n’est pas mentionnée. Le château est-il tout simplement inachevé ou n’était-il même pas commencé ?
Par la suite, le domaine de Fargues fut acquis par Jacques de Dinocio avant d’être racheté par Georges de Ricci, co-seigneur de Vedène et de Saint-Saturnin-lès-Avignon, qui fit construire ou achever le château de Fargues. Les travaux prirent fin en 1395. Il mourut 5 ans après et le légua à son fils, François de Ricci.
Cependant en 1432, après des années de luttes intestines afin de savoir qui dirigerait Avignon depuis le retour de la Papauté à Rome, il fut créé la fonction de légat pontifical dont le Pape Eugène IV donna la charge au cardinal Pierre de Foix. Entre-temps les Avignonnais, exaspérés, se nommèrent eux-mêmes un dirigeant. Le cardinal arriva alors aux portes d’Avignon avec une véritable armée et fit le siège de la ville en 1433. Il établit son quartier général au château de Fargues et réquisitionna le domaine de Fargues sur les familles Ricci et le domaine du Périgord sur le chapitre des chanoines de Saint-Pierre. Deux mois plus tard, la ville se rendit à son nouveau gouverneur.
Il faut attendre le 22 mai 1441 pour que Pierre de Foix inféode la totalité du domaine de Fargues (dont le château qui demandait de nombreuses réparations) à Mathieu de Ricci (fils de François) dont il était devenu familier. Celui-ci en profita pour lui acquérir aussi le domaine voisin du Périgord.
À sa mort le 28 juillet 1453, il laisse son domaine à sa fille Françoise qui a pour tuteur noble : Antoine de Gardini. En 1478, elle épousa Spinot de Gardini, neveu d’Antoine et syndic d’Avignon (le syndic de la noblesse représentait la noblesse du pays dans toutes les circonstances où les intérêts de son ordre devaient être défendus). Elle meurt en 1482 et lègue le domaine à Antoine qui le lègue à son tour à Spinot en 1490.
Spinot de Gardini permit au conseil d’Avignon, dont il fait partie, de se réfugier à Fargues lors des différentes épidémies de cette époque. Le conseil vint aussi en 1495 pour accueillir le nouveau légat et archevêque d’Avignon : Julien de la Rovere, futur Pape Jules II. De plus, il effectua de nombreux travaux et agrandit le château.
Le 10 novembre 1512, le domaine incombe à François de Gardini. Mais en juin 1536, la Provence fut envahie par les soldats impériaux lors qu’éclata la huitième guerre d’Italie entre le Royaume de France de François Ier et le Saint-Empire romain germanique de Charles Quint. Anne de Montmorency, connétable de France, prit place sur les terres d’Avignon et fortifia la zone avec près de 40 000 hommes et une cinquantaine de pièces d’artillerie. 
Ils pratiquèrent la tactique de la terre brûlée et dès septembre 1536, l’armée impériale quitta la Provence. C’est à cette occasion que le château de Fargues (comme d’autres bastides de la région) fut pillé et brûlé par les soldats français. Tous les témoignages et archives partirent en fumée lors de cet incendie.
François de Gardini demanda des réparations au Roi (la terre de Pujaut dans le Languedoc) mais n’eut aucune réponse. Il meurt en laissant une seule fille, Estevenette, qui épousa, le 30 juillet 1544, François de Rousset. Leur fils, Jean (1550 – 1609), légua le château à son fils, Jean II (1585 – 1627), qui devient religieux au couvent des Carmes de Lyon après le décès de son épouse. Il n’eut qu’une fille, Isabelle de Rousset, qui apporta comme dot le domaine de Fargues à Jean-François de Cambis (1597 – 1688) lorsqu’elle l’épousa le 8 janvier 1623.
Jean-François de Cambis, devenu seigneur de Fargues et de Servières, devint colonel de la milice d'Avignon et du Comtat, premier consul et député d'Avignon pour le couronnement de Louis XIV en 1654. Puis la seigneurie de Fargues revint à son fils, Richard-Joseph, qui transmit son héritage à sa fille Angélique. Elle épousa en 1693 un cousin, Joseph-Louis de Cambis, marquis de Velleron.
Seigneur de Fargues et de Cairanne, il est un officier de marine français, chef d’escadre des galères et capitaine-général des côtes de Provence. Il est fait commandeur de l'ordre royal et militaire de Saint-Louis par Louis XIV. À sa mort, en 1736, il est enterré dans le tombeau de ses ancêtres dans la cathédrale Notre-Dame des Doms d'Avignon. 
Il porta, comme ses prédécesseurs, un vif intérêt à leur château de Fargues. Par exemple, en 1628, la famille De Cambis obtint le privilège de célébrer les offices dans la chapelle du château. D’ailleurs en 1653, le pape Innocent X concéda des indulgences à la même chapelle qui était placée sous le titre « Sainte-Marie ». Entre les années 1717 et 1727, le château a été rénové par le maçon Joseph Mottard. À cette époque, le domaine s’étendait par endroits jusqu’aux routes de Sorgues et de Carpentras.
Son fils, Joseph-Louis-Dominique de Cambis, capitaine de dragons, n’eut qu’une fille, Marie-Joséphine de Cambis de Fargues, marquise de Velleron, qui épousa en 1773, Jean-Jacques de Vidaud de la Tour, comte de la Bâtie.
Joséphine mourut en 1776 en donnant naissance à son fils, Aimé Jean Jacques de Vidaud de la Tour. Son mari, quant à lui, fera carrière comme conseiller d’état au Conseil royal des finances. Retiré en Avignon peu après avoir donné sa démission, Jean-Jacques Vidaud, très riche propriétaire, et allié aux plus grandes familles du Comtat Venaissin, sera, après l'annexion de 1790 à la France, considéré comme un contre-révolutionnaire très actif. Condamné à mort le 25 juin 1794 par la commission populaire d'Orange, il sera guillotiné à Avignon le 26 juin 1794, au plus fort moment de la Terreur.
Avec la Révolution, plusieurs domaines, dont le château de Velleron, sont déclarés « biens nationaux ». Aucune trace ne concerne le château de Fargues. À la mort de Joséphine de Cambis, il n’y a plus de traces de quiconque se réclamant « seigneur de Fargues ». La famille de Vidaud de la Tour s’éteignit à la mort de son fils, Aimé, en 1844. Sa petite-fille, Gabrielle de Vidaud de la Tour, épousa le marquis Eugène de Chabannes (1791 – 1877), lieutenant des gardes du roi sous Louis XVIII et Charles X qui finança la construction d’une chapelle dans l’église du Pontet. Néanmoins, le château ne fut sûrement plus entretenu. Il est fait mention, pour la première moitié du XIXe siècle, d’un concierge au château du nom de François Brun et d’un garde-champêtre nommé Joseph Rousget.
Esprit Requien, fondateur du musée d’histoire naturelle d’Avignon, vient souvent à Fargues, en tant qu’ami d’Auguste de Cambis d’Orsan, pour y herboriser et rechercher des plantes qui figurent maintenant dans les collections et l’herbier du musée.
Transformé totalement en exploitation agricole, le domaine de Fargues est acquis par la famille Albric qui ne rénova pas le château mais préféra construire, au tout début du XXe siècle et au centre de la propriété, une grande maison bourgeoise.
Le 17 février 1925, englobant de nombreux domaines autour d’Avignon comme Fargues, Périgord, Roberty, Cassagne, Saint-Tronquet (séparé de Fargues en 1787), le territoire du Pontet se sépare d’Avignon et devient la plus jeune commune du Vaucluse.
Le domaine de Fargues compte encore à cette époque (et jusque dans la fin des années 1970) plus de 100 hectares d’un seul tenant soit 1/10e de la ville. Le château, totalement abandonné et délabré, sert de bergerie et de réserve de bottes de paille. Le domaine passe ensuite entre les mains de la famille Pagésy.
En novembre 1942, lors de la Seconde Guerre mondiale, les armées allemandes et italiennes occupèrent, jusqu’en août 1944, la zone libre française. Si la très grande majorité du Vaucluse fut occupé par l’Italie, Avignon et les communes avoisinantes furent occupées par la Wehrmacht. Le domaine de Fargues n’échappa pas à l’occupation et des éléments de la 19e armée allemande, probablement des unités de la 338e division d’infanterie, s’installèrent sur les terres et la maison de Fargues.
Tout au long des années 1970, le domaine fut vendu en petits lots à la municipalité et à des promoteurs afin d’accueillir de nombreuses maisons individuelles, le collège Jules-Verne et le complexe sportif « De Fargues ». C’est à cette époque que la ville récupéra le château de Fargues.
Finalement, au tout début des années 1980, la municipalité décida de transférer l’hôtel de ville, devenu trop petit face à l’expansion du Pontet, dans la maison bourgeoise de Fargues et, dans le même temps, de restaurer le château et de le faire classer comme « monument historique ».
Désormais, le château de Fargues accueille le service culturel de la ville qui organise chaque année des expositions et des spectacles en son sein. En outre, une branche du conservatoire à rayonnement régional d'Avignon est installée sur le site. La totalité de cet espace est donc consacré à la Culture et aux Arts.

## Activités
Désormais, le château de Fargues accueille le service culturel de la ville qui organise chaque année des expositions et des spectacles en son sein. En outre, une branche du conservatoire à rayonnement régional d'Avignon est installée sur le site. Le Conservatoire de danse du Grand Avignon y dispose de deux studios. La totalité de cet espace est donc consacrée à la Culture.
La location de salles est autorisée pour l'organisation de séminaires et de conférences.